# Trichoniscoides helveticus
Trichoniscoides helveticus là một loài chân đều trong họ Trichoniscidae. Loài này được Carl miêu tả khoa học năm 1908.